# 红星歌
《红星歌》是军事题材电影《闪闪的红星》的主题歌，由邬大为、魏宝贵作词，傅庚辰作曲，创作于1973年。

## 衍生版本
2009年，孙辉曾将《红星歌》翻新制作，演绎出摇滚版《红星歌》。